# TKS Tychy
TKS Nascon Kopex Tychy – polski klub siatkarski pochodzący z Tychów. 

## Historia
Siatkówka w Tychach została reaktywowana w 2006 roku kiedy to powstała sekcja seniorska pod klubem futsalowym KS Rodakowski Tychy. Zespół KS Rodakowski Tychy uczestniczył w rozgrywkach IV ligi siatkówki męskiej. Wśród zawodników trenera Woźniaka występowali Hubert Klyta, Jarosław Sanetra, Kornel Przystał, Korneliusz Rembak, Maciej Peszka, Bartłomiej Galbarczyk, Tomasz Szelec, Tomasz Sykuła, Mateusz Babiarz, Paweł Hachuła. 
W sezonie 2006/2007 KS Rodakowski Tychy wywalczył awans do III ligi, do drużyny dołączyli zawodnicy Daniel Puchalski oraz Michał Mrozik, którzy wzmocnili kadrę KRS-u.
W 2007 roku GKS Tychy przyjmuje pod swe skrzydła KS Rodakowski Tychy i jako GKS Kombud Tychy rozpoczynają walkę w III lidze. 
Od sierpnia 2008 r. drużyna gra i trenuje na tyskiej nowej hali na al. Piłsudskiego. 
W 2010 roku siatkarze przenoszą się z GKS-u Tychy do nowego klubu, który sami założyli - Tyskiego Klubu Siatkarskiego. Od sezonu 2010/2011 drużyna występuje pod nazwą TKS Kombud Tychy.
W 2012 w związku z wycofaniem się firmy KOMBUD ze wspierania klubu zmianie uległa nazwa na TKS KOPEX Tychy. Kilka miesięcy później kolejnym sponsorem tytularnym zostaje firma Nascon, stąd nazwa klubu ulega zmianie na TKS Nascon KOPEX Tychy.
W sezonie 2012/2013 pod wodzą Grzegorza Słabego zespół występuje w II lidze tocząc rywalizację w grupie II, gdzie zajmuje 2 miejsce po fazie playoff ulegając jedynie zespołowi KS Milicz. Turniej półfinałowy o awans do I ligi odbywa się w Tychach. TKS zajmuje w nim 2 miejsce i awansuje do Turnieju Finałowego, który odbywa się w Miliczu. W Turnieju Finałowym TKS zajmuje 3 miejsce, co nie pozwala zespołowi awansować do wyższej klasy rozgrywkowej, jednak z powodu przyjęcia BBTS-u Bielsko-Biała i Czarnych Radom do PlusLigi, dwa wolne miejsca w I lidze zajmują TKS Tychy i AGH 100RK AZS Kraków. W sezonie 2013/2014 GKS zajął 10. miejsce, utrzymując się w lidze, lecz zrezygnował z prawa gry z powodów finansowych.

## Bilans sezon po sezonie
| Sezon                | Miejsce | Uwagi                                                                      |
| -------------------- | ------- | -------------------------------------------------------------------------- |
| 2006/2007 - IV liga  | 3.      | awans do III ligi                                                          |
| 2007/2008 - III liga | 7.      |                                                                            |
| 2008/2009 - III liga | 7.      |                                                                            |
| 2009/2010 - III liga | 9.      |                                                                            |
| 2010/2011 - III liga | 12.     |                                                                            |
| 2011/2012 - III liga | 1.      | awans do II ligi                                                           |
| 2012/2013 - II liga  | 1.      | awans do I ligi, 3. miejsce w turnieju finałowym                           |
| 2013/2014 - I liga   | 10.     | utrzymanie w I lidze, brak zgłoszenia drużyny do następnego sezonu, spadek |
| 2014/2015 - II liga  | 4.      |                                                                            |
| 2015/2016 - II liga  | 4.      |                                                                            |
| 2016/2017 - II liga  | 4.      |                                                                            |
| 2017/2018 - II liga  | 5.      |                                                                            |

Poziom rozgrywek:
     najwyższy ogólnokrajowy
     drugi
     trzeci
     czwarty
     piąty

## Sekcja żeńska
Klub posiada sekcję żeńską, która występuje w rozgrywkach II ligi.